# Hirofumi Yoshida
Hirofumi Yoshida (né à Hokkaido en 1968) est un chef d'orchestre japonais.
Il a grandi à Funabashi, Japon, mais vit actuellement en Italie.

## Formation
Son père, Toru, né à Tokyo et sa mère, Ayako, née à Hokkaido l'inscrivent au lycée Kōnodai high school. Puis il est inscrit au collège de la musique à Tokyo où il choisit de se spécialiser au piano avec Yukiko Okafuji, à la contrebasse avec Mitsuru Onozaki, en musicologie avec Reiko Arima et Tomiko Kojiba et à la direction avec Yasuhiko Shiozawa, Jun-Ichi Hirokami et Yujiro Tsuda. Entre les années 1994 et 1995, il obtient son diplôme et fait une maîtrise à l'Université de Musique et des Arts de Vienne avec les professeurs Hans Graf et Julius Kalmar. En 1996, il obtient un Master of Advanced Studies de musique au Conservatoire de Chigiana à Sienne avec comme professeurs le guitariste Juri Temirkanov et Myung-Whun Chung.

## Carrière
La carrière du maître Yoshida commence grâce à la collaboration entre les années 1994 et 1999 avec le directeur du Théâtre du Nikikai Opéra de Tokyo. Il dirige principalement les œuvres de Mozart, comme Les Noces de Figaro, Cosi fan tutte et Die Zauberflöte.
En 1999, il gagne une bourse de l'État qui lui permettra d'acquérir de l'expérience dans le domaine de l'opéra.  Il arrive en Europe avec le titre d'artiste / chercheur envoyé par l'Agence de la Culture. La bourse lui permet de fréquenter trois théâtres de renommée internationale: le Malmö Musik Teater en Suède, le Théâtre National de Mannheim en Allemagne et le Bayerische Staatsoper à Munich.
Deux ans plus tard, en 2001, il participe à la candidature de l'Asie au Concours international de direction d'orchestre Maazel-Vilar.
En 2002, Yoshida est le premier chef d'orchestre qui obtient le prix du Jeune talent promesse dans la catégorie de l'Opéra Lyrique du Gotoh Memorial Cultural Award. 
En 2003, il obtient une deuxième bourse de la Rohm Music Foundation pour étudier l'opéra italien à Rome au Théâtre Opéra de Rome et au Théâtre San. D'autre part il est nommé comme directeur invité à la Adygeyan Republic National Symphony Orchestra en Russie. En 2004 il obtient le poste de directeur artistique de l'Opéra de Ichikawa.
Avec le troisième prix de la première convocation du “Béla Bartók Memorial International Opera Conducting Competition”, il fait ses débuts en 2005 avec Tosca de Puccini en Europe, puis continue au Théâtre de l'Opéra de Rome  avec Rusticana et Rigoletto. Ensuite il collabore avec l'Orchestre symphonique de Transylvanie et le Budapest Concert Orchestra (MAV).
Enfin, en 2006, il fait ses débuts en Italie avec un grand succès au Teatro Verdi à Trieste avec le Ballet de l'Opéra de Rome, dirigé par Carla Fracci.
Il dirige également l'Orchestre de la Société Wagner Keio au Musikverein de Vienne et de la Smetana Hall à Prague. Dans la même période il se perfectionne dans l'œuvre de Puccini, ce qui lui donnera accès à de nombreuses possibilités dans les années à suivre.
Le Théâtre de l'Opéra Ichikawa, où Yoshida est directeur musical depuis 2004, lui donne la possibilité de diriger Edgar, œuvre de Puccini représentée pour la première fois au Japon.
En 2007, il fait ses débuts dans les thermes de Caracalla lors de la saison estivale de l'Opéra de Rome, avec l'œuvre Pagliacci et le ballet Roméo et Juliette dirigé par Carla Fracci, qui rappelle le  brillant succès de l'année précédente. Grâce à cette collaboration, le chef d'orchestre a la possibilité de travailler avec le célèbre réalisateur Beppe Menegatti.
Toujours dans la même année le maestro est invité par le Théâtre National du Caire pour diriger Aida de Verdi, lieu de la première mise en scène de la pièce.
Le Teatro Verdi à Trieste le réclame la même année et le maître Yoshida dirigera l'orchestre du Teatro Verdi, accompagné du ballet d'Antonio Marquez dans La Vida breve.
Pendant plusieurs années, il dirige également Tosca à l'Opéra de Cluj-Napoca en Roumanie.
Grâce au succès de l'année précédente au Théâtre National du Caire, en 2008, l'Opéra du Caire invite le maestro Yoshida, qui dirige avec grande émotion Madame Butterfly de Puccini. Ce fut aussi l'année de La traviata à Paris, Les Noces de Figaro à Tokyo et la version japonisante de quelques-unes des scènes les plus remarquables de The Tale of Genji par Minoru Miki, qui sont représentées pour la première fois au Japon. En outre, Yoshida dirige l'Opéra Don Carlos à Hong Kong.
L'année 2009 est marquée par la relation que le maître Yoshida veut créer entre sa culture japonaise et l'Italie en raison de sa connaissance de Puccini.
Il dirige un autre opéra de la tradition culturelle orientaliste, Turandot de Puccini au Teatrino Marrucino de Chieti, dans le but de souligner le point de rencontre entre européens et orientaux. À cette occasion, Simonetta Puccini, petite-fille du grand maître, qui est dans le public se félicite du succès obtenu. Il faut noter également le succès au Teatro Massimo de Palerme, sous le nom du talentueux compositeur, pianiste et chef d'orchestre Giovanni Allevi, où le maestro Yoshida dirige Semiramis de Rossini.
La même année, Yoshida obtint par l'APA (Asie-Pacifique Arts) pour le prix "Best de 2009: Dans les coulisses"; la direction de L'elisir d'amore de Donizetti avec l'Orchestre du Teatro San Carlo de Naples à Ercolano et Les Noces de Figaro de Mozart à Tokyo.
En 2010 il est le premier chef d'orchestre japonais à diriger Turandot, pour le Festival consacré à Puccini à Torre del Lago,  avec le célèbre metteur en scène Maurizio Scaparro.
En cette même année 2010, Yoshida dirige Rigoletto dans les grands théâtres nationaux, y compris le Teatro Sociale de Mantoue, le Teatro Donizetti de Bergame, le Teatro del Giglio de Lucques et le Théâtre De Carolis Marialisa de Sassari.
Depuis cette année, Yoshida a commencé à travailler avec le Teatro Sociale di Mantova, en tant que directeur musical. Parmi les autres événements, il fait ses débuts à l'Opéra National de Lettonie avec La Traviata.
En 2011, grâce à la collaboration entre le chef d'orchestre et le gouvernement du Japon, représenté par le Consul général Jomori Shigemi, dans la Région de Piémont et dans la ville de Novare, est né le «Festival du Japon”.
Le maestro dirige Madama Butterfly, œuvre qui en plus représente sa propre culture.
L'objectif  du festival est de faire revivre le Kagura (c'est-à-dire la musique des dieux), une des formes les plus anciennes qui comprend toutes les caractéristiques de l'art traditionnel du Japon et  est considéré comme l'antécédent du Kabuki japonais. À cette occasion, Yoshida travaille avec le réalisateur Massimo Pezzutti, avec lequel nait une synergie particulière entre la musique italienne et l'opéra japonais.
Cette même année, Yoshida dirige également l'orchestre au Teatro Carlo Felice de Gênes.
L'année 2011 se distingue par un événement spécial qui touche le maître Yoshida. Le soutien moral aux victimes du tsunami du 11/03/2011 est prétexte à modifier l'affiche du  Teatro Carlo Coccia de Novare.
À cette occasion, le maître japonais rappelle, "je souhaite que Novare dirige sa pensée vers les victimes du tsunami du 11 mars dans mon pays."
Avec le soutien du maire et de conseiller de Novare, il dirige dans la Basilique de San Gaudenzio le Requiem de Mozart, K 626 et celui du compositeur japonais Tōru Takemitsu.
En 2012, le Teatro Vittorio Emanuele II de Messine a appelé le maître Yoshida pour diriger La Rondine de Puccini avec le réalisateur Stephen Vizioli. L'opéra, dirigée rarement par des maestros italiens, a été mis en scène pour la première fois au Théâtre Vittorio Emanuele II par un chef d'orchestre japonais.
Au mois de Mars de 2013, Hirofumi Yoshida ha dirigé le Rigoletto
au Théâtre Vittorio Emanuele II de Messine, à l’occasion des 200 ans de la naissance de Giuseppe Verdi. Au mois de juillet de la même année, à l’occasion
des 250 ans du Teatro Comunale de Bologne (TCBO), le maestro Yoshida a dirigé Il maestro di musica et Il Don Chisciotte (1746), deux intermezzo du compositeur bolonais Padre Martini,. En Octobre de 2013, Yoshida a
dirigé les mêmes intermezzo à
Yokohama et à Kyoto.
Récemment, en 2014, Hirofumi Yoshida a été nommé Directeur
Artistique de la Filarmonica del Teatro Comunale de Bologna (FTCB),.
Dans son premier concert comme Directeur de la FTCB, Hirofumi Yoshida a dirigé
le concert pour violon de Brahms, avec la violoniste Baiba Skride, et la symphonie
n. 41 de Mozart.
Le maestro Yoshida entre autres récompenses, est nommé professeur associé de Toho College of Music et dirige lui-même le master.
Parmi les événements récents auxquels Yoshida a participé, est à noter l'invitation du Théâtre Opéra de Cagliari à diriger au Parc de la Musique à la mémoire de la mort récente du Maestro Piero Bellugi.
Ici Yoshida dirige magistralement la Sonnambula de Bellini et l'orchestre est préparé pour l'occasion en "concert style”.

## Répertoire
- La roseraie, 1697
- La Maîtresse servante, 1733
- Le Mariage de Figaro, 1786
- Don Giovanni, 1787
- Così fan tutte, 1790
- La Flûte enchantée, 1791
- La Somnambule, 1831
- L'Elisir d'amore, 1832
- Rigoletto, 1851
- La Traviata, 1853
- Don Carlos, 1867
- Aida, 1871
- Les pirates de Penzance, 1879
- Edgar, 1989
- Cavalleria Rusticana, 1890
- Clowns, 1892
- Hansel et Gretel, 1893
- La Bohème, 1896
- Fedora, 1898
- Tosca, 1900
- Madame Butterfly, 1904
- L'Hirondelle, 1917
- Sœur Angelica, 1918
- Turandot, 1926
- Le Dit du Genji, 1999